# Салпарово
Салпарово (баш. Салпар) — деревня в Дюртюлинском районе Республики Башкортостан Российской Федерации. Входит в состав Таймурзинского сельсовета.

## География

### Географическое положение
Расстояние до:
- районного центра (Дюртюли): 16 км,
- центра сельсовета (Таймурзино): 4 км,
- ближайшей ж/д станции (Уфа): 101 км.

## Население
| 2002 | 2009 | 2010 |
| ---- | ---- | ---- |
| 75   | ↗82  | ↗85  |

Согласно переписи 2002 года, преобладающая национальность — башкиры (76 %).